# Biff McGuire
Biff McGuire, właśc. William Joseph McGuire, Jr. (ur. 25 października 1926 w New Haven, zm. 9 marca 2021) – amerykański aktor.

## Życiorys
Uczęszczał do Hamden High School w Hamden w Connecticut i studiował inżynierię rolniczą na uniwersytecie w Massachusetts. Przerwał studia, aby wstąpić do United States Army. Podczas stacjonowania w Anglii studiował na Uniwersytecie Shrivenham; tam malował scenografię i występował w przedstawieniu lokalnego teatru. To doświadczenie zaowocowało rolą w sztuce wystawianej w Londynie.
W 1944 zadebiutował na Broadwayu w roli Wattsa w komedii Bystry chłopiec. W 1972 zagrał w produkcji off-Broadwayowskiej Franka D. Gilroya Czas teraźniejszy. 
Był dwukrotnie nominowany do Tony Award za występ jako Pete Davenport w przedstawieniu Hortona Foote’a Młody człowiek z Atlanty (1997) i Theodore Swanson w komedii Ranek jest o siódmej (2002).
29 listopada 1960 zawarł związek małżeński z aktorką Jeannie Carson, podczas gdy oboje grali w broadwayowskim musicalu Tęcza Finiana (Finian’s Rainbow). W 1961 wspólnie odbyli tournée z musicalem Alana Jaya Lernera Camelot z muzyką Fredericka Loewe’a, z McGuire’em jako królem Arturem i Carsonem jako Ginewrą. Później przez piętnaście lat występowali w Seattle Repertory Theatre, często razem. Mieli dwoje dzieci.
Zmarł 9 marca 2021 w wieku 94 lat.

## Filmografia

### Filmy
- 1968: Sprawa Thomasa Crowna jako Sandy
- 1968: Serce to samotny myśliwy jako Pan Kelly
- 1973: Serpico jako kapitan McClain
- 1976: Bitwa o Midway jako kapitan Miles Browning

### Seriale
- 1956: Alfred Hitchcock przedstawia jako Howard Latimer / Dana Edwards
- 1957: Alfred Hitchcock przedstawia jako Ray Loomis
- 1958: Alfred Hitchcock przedstawia jako Larry Templeton
- 1974: Strzały w Dodge City jako Potter
- 1975: Hawaii Five-O jako Sam Bissell
- 1975: Barnaby Jones jako Henry Morrison
- 1976: Kojak jako obrońca Kingsleya
- 1977: Hawaii Five-O jako Babe Mandell
- 1977: Starsky i Hutch jako oficer Sterling
- 1978: Jak zdobywano Dziki Zachód jako Ed Walters
- 1978: Barnaby Jones jako Mason Barber
- 1980: Search for Tomorrow jako porucznik Don McKay
- 1985: Remington Steele jako Raymond Kelly
- 1985: Santa Barbara jako Pop MacLaughlin
- 1985: Dzieciaki, kłopoty i my' jako Simmons
- 1991: Prawo i porządek jako czcigodny Morley
- 1994: Renegat jako szeryf
- 1998: Cybill jako Jonathan Martin
- 2000: JAG: Wojskowe Biuro Śledcze jako admirał Caleb Stanton
- 2000: Potyczki Amy jako sędzia Halmstadler
- 2000: Ostry dyżur jako Ralph Pooler
- 2001: Frasier jako Pan Smolenski